# 프랑수아 쥘 아르망
프랑수아 쥘 아르망(Jules Harmand, 1845년 10월 23일 ~ 1921년 1월 14일)은 프랑스의 정치인, 의사, 탐험가, 외교관이다. 아르망 조약이라고 불리는 제1차 후에 조약을 베트남과 체결했다.

## 생애
그는 파리와 스트라스부르에서 의학 공부를 했다. 1866년에 해군 의사로 베트남을 알게 되었고, 그는 코친차이나를 발견했다. 1870년 보불전쟁이 발발할 때까지 함대의 해군 의사로 다양한 탐험을 했다. 1870년에 보불전쟁이 발발하자, 프랑스로 돌아와야 했다. 1873년에서 1877년 사이에, 그는 인도차이나 반도, 메콩강, 시암뿐만 아니라 통킹과 코친차이나에서 여러 민간과 군대의 탐사에 참여했다. 그는 루이 드라포르트를 앙코르 유적까지 동반했고, 몇 달 후에는 의사로 홍강까지 아드리엥 폴 바니 다브리쿠 소위가 지휘하는 포함 리스팡골(L'Espingole)을 타고 갔다.
1878년에 프랑스로 돌아왔고, 그곳에서는 그는 1878년 세계박람회에서 인도차이나 관을 조직하는데 힘썼다. 1881년, 그는 방콕에서 프랑스 영사로 그의 외교관 경력을 시작했다. 1883년 8월, 제1차 후에 조약을 체결했던 서명자였으며, 그 조약에는 응우옌 왕조가 안남과 통킹을 프랑스의 보호령으로 수용한다는 내용이 있었다.
1883년 그는 성공적으로 통킹 보호령의 총독부의 총독이 되었으며, 1885년에는 캘거타 총독이 되었고, 1890년에는 산티아고에서 공관장이 되었다. 1894년에는 시암과 국경선 협상이 재개하였다.
1845년 레지옹 도뇌르 훈장을 수상했다.